# Hypolimnas major
Hypolimnas major är en fjärilsart som beskrevs av Rothschild 1918. Hypolimnas major ingår i släktet Hypolimnas och familjen praktfjärilar. Inga underarter finns listade i Catalogue of Life.